# Кутуковское сельское поселение
Кутуковское се́льское поселе́ние — муниципальное образование в Спасском районе Рязанской области Российской Федерации.
Административный центр — село Кутуково.

## История
Кутуковское сельское поселение образовано в 2006 г.

## Население
| 2010  | 2012  | 2013  | 2014  | 2015  | 2016  | 2017  |
| ----- | ----- | ----- | ----- | ----- | ----- | ----- |
| 1444  | ↘1379 | ↘1330 | ↘1267 | ↘1222 | ↘1187 | ↘1170 |
| 2018  | 2019  | 2020  | 2021  |       |       |       |
| ↘1129 | ↘1099 | ↘1068 | ↘965  |       |       |       |

## Состав сельского поселения
| № | Населённый пункт        | Тип населённого пункта       | Население |
| - | ----------------------- | ---------------------------- | --------- |
| 1 | Бессоновка              | деревня                      | 109       |
| 2 | Кутуково                | село, административный центр | ↘670      |
| 3 | Старая Рязань           | село                         | ↘9        |
| 4 | Старо-Рязанские Дворики | посёлок                      | 1         |
| 5 | Устрань                 | село                         | ↘374      |
| 6 | Фатьяновка              | село                         | ↘281      |